# روي 1 بايبلاين
روي 1 بايبلاين (Roe I Biplane) ذو السطحين هي أول طائرة تعمل بالطاقة صممت و بنيت وطارت جوا في إنجلترا. تم تصميمها من قبل آ. ف.روي في محاولة للحصول على جائزة الـ2500 جنيه استرليني المسابقة التي كان يقدمها نادي بروكلاندز لسباق السيارات لتصميم طائرة تقطع مسافة 3 أميال (4.8 كم). وكان روي قد حصل على جائرةالديلي ميل لتصميمه طائرة بمحرك.

## المواصفات (بمحرك أنطوانيت)
البيانات من Jackson 1990 p.3
الخصائص العامة
- طول: 23 قدم (7.0 م)
- باع الجناح العلوي: 36 قدم (11 م)
- باع جناح سفلي: 30 قدم (9.1 م)
- الوزن فارغة: 350 رطل (159 كـغ)
- الوزن الإجمالي: 650 رطل (295 كـغ)
- محركات: 1 × Antoinette 8V V-8 water cooled, 24 حصان (18 كـو)
- مراوح: 2-ريشة, 6 قدم 8 بوصة (2.03 م) diameter

## للإستزادة
- روي 1 ترايبلاين
- روي 2 ترايبلاين
- روي 3 ترايبلاين
- روي 4 ترايبلاين